# Crise du gouvernement italien de 2022

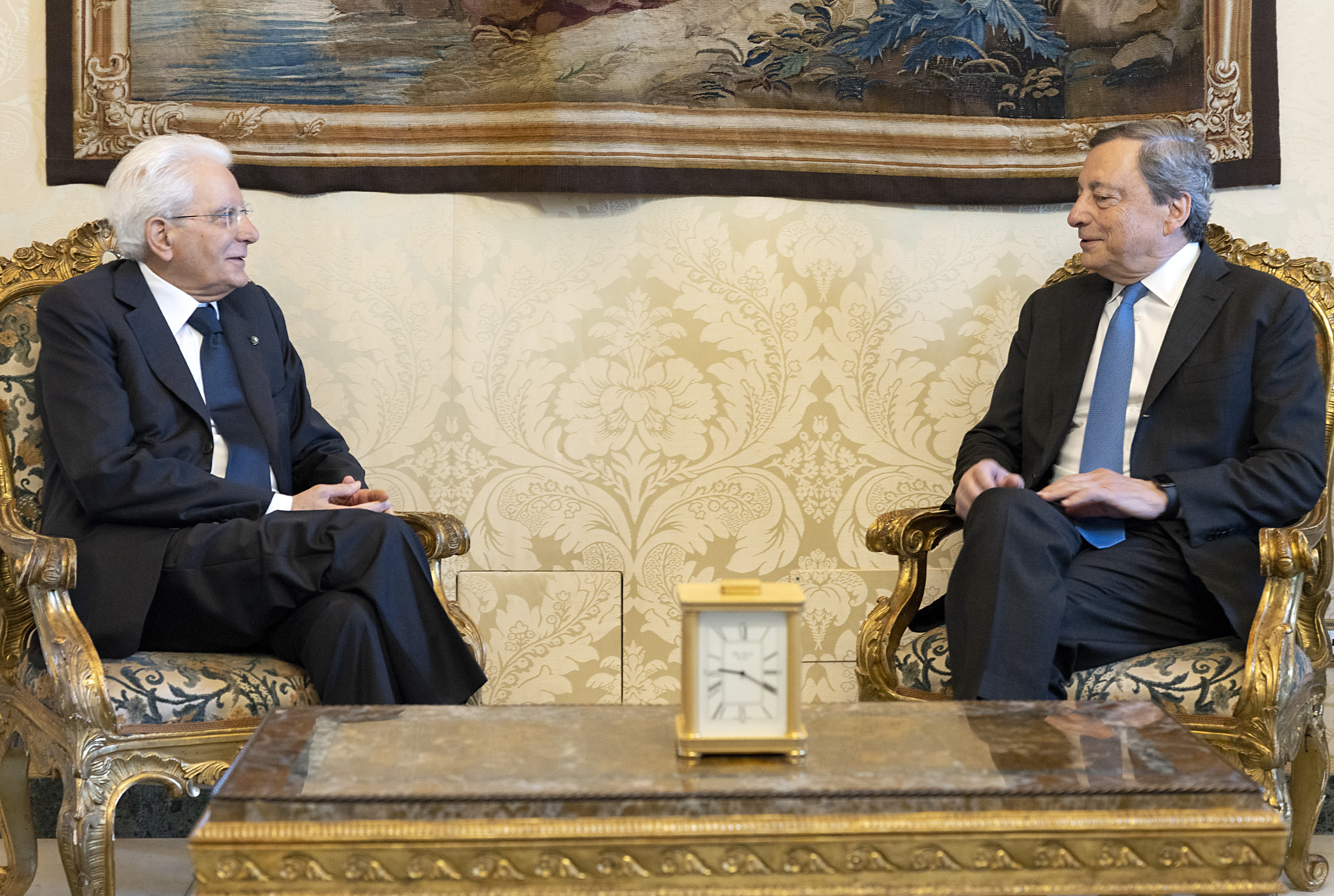
Mario Draghi annonce sa démission à Sergio Mattarella.

La crise du gouvernement italien de 2022 est un événement politique en Italie en juillet 2022,,. Il comprend les événements qui ont suivi l'annonce de Giuseppe Conte, chef du Mouvement 5 étoiles (M5S) et ancien Premier ministre italien, que le M5S révoquerait son soutien au gouvernement d'union nationale de Mario Draghi sur un projet de loi concernant une relance économique pour agir sur les crises énergétique et économique actuelles.
Le 14 juillet, alors qu'il avait largement remporté le vote de confiance, Draghi a proposé sa démission, qui a été rejetée par le président Sergio Mattarella,,. Le 21 juillet, le Premier ministre Draghi a de nouveau démissionné après qu'un nouveau vote de confiance au Sénat n'ait pas réussi à passer à la majorité absolue, à la suite des défections de M5S, Lega et Forza Italia,,. Le président Mattarella a accepté la démission de Draghi et a demandé à Draghi de rester en place pour gérer les affaires courantes.

## Contexte
Les élections générales de 2018 ont produit un parlement sans majorité. De juin 2018 à janvier 2021, l'homme politique alors indépendant Giuseppe Conte a été Premier ministre, avec des coalitions de droite et de gauche dans deux gouvernements consécutifs,. En janvier 2021, Matteo Renzi, leader d'Italia Viva (IV), a retiré son soutien au cabinet de Conte, provoquant la chute du gouvernement. Après consultations, le président Sergio Mattarella a nommé Mario Draghi, banquier et ancien président de la Banque centrale européenne, à la tête d'un gouvernement d'union nationale composé du M5S, Lega, Parti démocrate (PD), Forza Italia (FI), IV et Articolo Uno (Art.1).
Courant 2022, des rumeurs ont circulé autour d'un possible retrait du soutien du M5S au gouvernement d'union nationale. Conte a souvent critiqué les politiques économiques du gouvernement, notamment en ce qui concerne le revenu des citoyens (italien : reddito di cittadinanza), un revenu minimum garanti pour les citoyens italiens vivant en dessous du seuil de pauvreté, ainsi que le superbonus 110, un crédit d'impôt sur la construction pouvant aller jusqu'à 110 %, qui ont tous deux été introduits par les gouvernements de Conte,. Par ailleurs, les tensions concernant l'aide militaire à l'Ukraine à la suite de l'invasion russe de 2022, ont également provoqué une scission au sein du M5S, avec le ministre des affaires étrangères Luigi Di Maio, qui a quitté le mouvement en juin 2022, fondant son propre parti politique, Insieme per il futuro (IpF), en opposition aux critiques de Conte sur la livraison d'armes à l'Ukraine,.
Le 12 juillet, Draghi a déclaré qu'il aurait démissionné si le M5S avait retiré son soutien au gouvernement.

## Crise politique

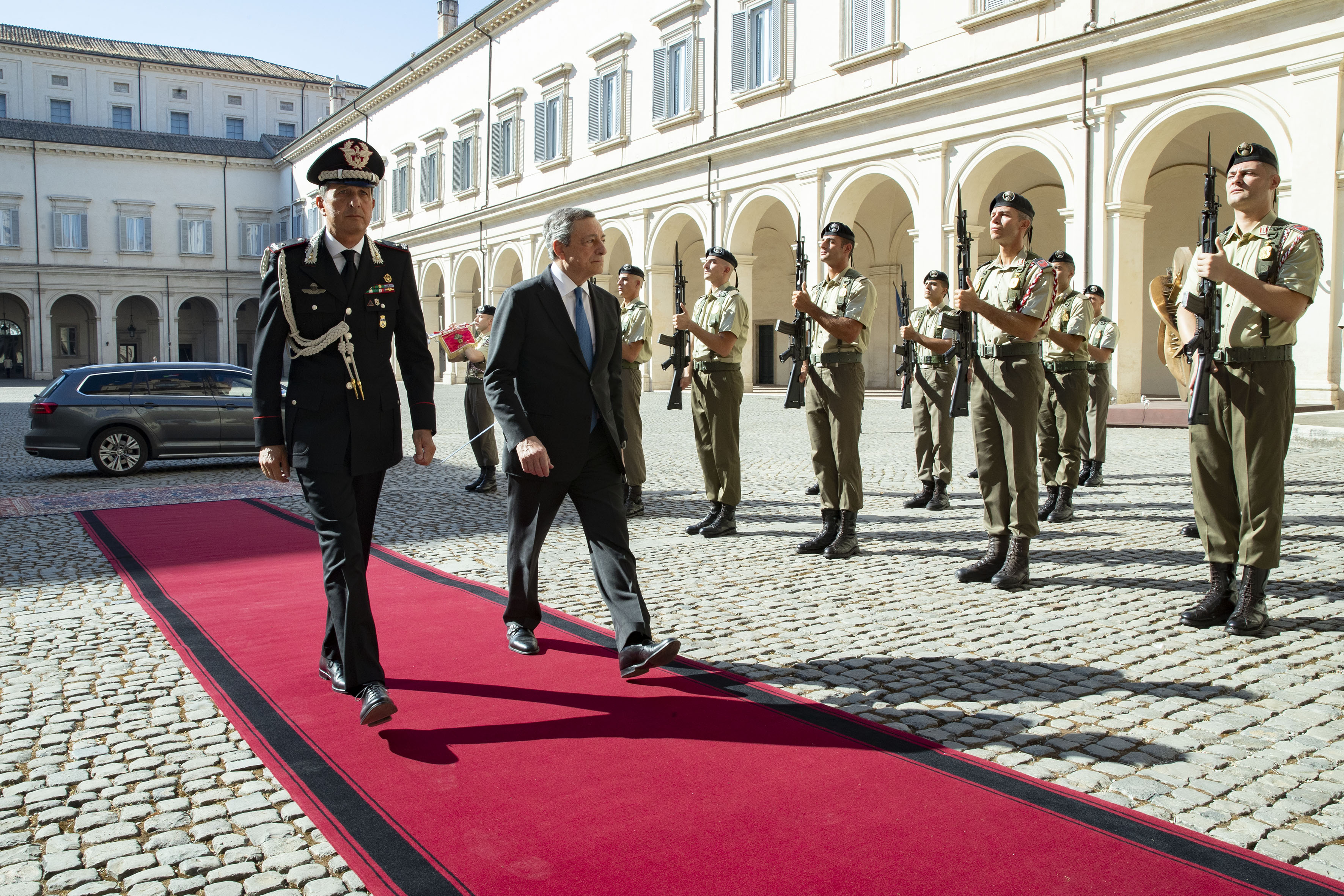
Le Premier ministre Mario Draghi arrive au palais du Quirinal pour démissionner.

Lors d'une conférence de presse le 13 juillet 2022, Conte a annoncé que le M5S s'abstiendrait lors du vote de confiance sur le decreto aiuti, un projet de loi gouvernemental qui a introduit une relance de 23 milliards d'euros pour lutter contre la crise économique et énergétique, causée par la pandémie de Covid-19 et la guerre russo-ukrainienne en cours,. Le décret comprenait un projet de construction d'une usine de valorisation énergétique des déchets (en) à Rome, qui a été critiqué par Conte et le M5S, qui l'ont jugé dangereux pour l'environnement. Le lendemain, le décret est approuvé par le Sénat de la République avec 172 voix pour, bien au-dessus du seuil de majorité. Le M5S a quitté le parquet du Sénat pendant le processus de vote. Bien qu'il n'ait pas officiellement retiré son soutien au gouvernement, cette décision a été largement considérée comme une opposition claire à la politique du gouvernement et a de facto ouvert une crise politique au sein du gouvernement Draghi.
À la suite de l'abstention du M5S, Draghi a consulté le président Mattarella sur la crise. Après quelques heures, Draghi a démissionné de son poste de Premier ministre. La démission a été rapidement rejetée par le président Mattarella,. Dans une déclaration officielle publiée par le bureau présidentiel, Mattarella a invité le Premier ministre à s'adresser au Parlement italien pour expliquer la situation politique qui s'est déroulée après le vote du Sénat. Le 14 juillet, la Lega a également exprimé le souhait d'une élection anticipée, tandis que le PD s'est engagé à empêcher un effondrement du gouvernement. Le 16 juillet, 11 maires ont envoyé une lettre à Draghi lui demandant de révoquer sa démission et de rester Premier ministre. Le nombre est passé à 1 000 le 17 juillet.
Le 20 juillet, Draghi s'est adressé au Sénat, réitérant son soutien à l'Union européenne, à l'OTAN et à l'Ukraine, et affirmant qu'il était absolument nécessaire de mener à bien les réformes économiques et judiciaires engagées par son gouvernement. Il a également déclaré qu'il était pleinement déterminé à investir davantage dans les énergies renouvelables et les projets respectueux de l'environnement, et qu'il avait l'intention de conserver les revenus des citoyens, bien qu'avec quelques modifications. Il a demandé aux sénateurs de mettre de côté leurs divergences et d'assurer le soutien et la stabilité de son gouvernement. À la suite d'une discussion au Sénat, le gouvernement a demandé un vote de confiance. Le même jour, Lega et FI ont annoncé qu'ils voteraient avec FdI et M5S contre le gouvernement, affirmant qu'à la suite du refus de M5S de participer au vote de confiance le jeudi précédent, la majorité était trop divisée pour que le cabinet puisse aller de l'avant,,. Le vote de confiance n'a été adopté qu'avec 95 oui et 38 non, en raison de l'abstention de la coalition de centre droit et du M5S. Après le vote, la ministre des Affaires régionales Mariastella Gelmini a quitté FI. Le lendemain, Renato Brunetta, membre historique de FI et ministre de l'Administration publique, quitte également le parti.
Draghi a de nouveau démissionné le lendemain. Le président Mattarella a accepté sa démission et lui a demandé de rester en poste pour gérer les affaires courantes.